# Günther Dahlhoff
Günther Dahlhoff (* 5. Februar 1936 in Münster) ist ein ehemaliger deutscher Botschafter.

## Leben
Günther Dahlhoff studierte Rechtswissenschaft an der Universität Bonn und trat 1963 als Volljurist in den auswärtigen Dienst ein. Er war in Kabul, Helsinki, Genf, Washington, D.C. und Wien auf Posten und hat vier Kinder.
Nach Aufnahme diplomatischer Beziehungen mit Georgien wurde Dahlhoff im April 1992 Botschafter in Tiflis und war gleichzeitig auch bei den Regierungen der Nachbarstaaten Armenien und Aserbaidschan akkreditiert. Nach seinem Wechsel als Botschafter in Haiti im Juli 1995 initiierte er im November 1995 in Port-au-Prince eine Ausstellung georgischer Maler, zu deren Besuchern eine Delegation des Deutschen Bundestages aus Gabriele Fograscher, Winfried Wolf, Armin Laschet und Andreas Krautscheid gehörte, denen gegenüber Dahlhoff bei einem Hintergrundgespräch seine Auffassung über die Bevölkerungsentwicklung auf Haiti kundtat (Zitat: „die haitianische Frau immer will und der haitianische Mann immer kann“), die Regierungserklärung der damaligen haitianischen Premierministerin Claudette Werleigh kommentierte und den Redestil des haitianischen Staatspräsidenten Jean-Bertrand Aristide mit dem des NS-Propagandaministers Joseph Goebbels verglich. Daraufhin entband der damalige Bundesaußenminister Klaus Kinkel Dahlhoff im Januar 1996 von seinen Aufgaben.
2011 wurde Dahlhoff mit einer Arbeit zum Thema "Die Verpflichtung zu Blauhelm-Missionen: besitzt der Sicherheitsrat der Vereinten Nationen einen Anspruch auf Militärbeistand?" an der FU Berlin promoviert. In den Folgejahren verfasste er diverse Bücher.

## Werke (Auswahl)
- Die Verpflichtung zu Blauhelm-Missionen. Tectum-Verlag, 1. Aufl. 2012, ISBN 978-3828829220.
- Banken in der Krise: Niedergang mit System. Tectum-Verlag, 1. Aufl. 2014, ISBN 978-3828833098.
- Konrad Adenauer: Innenpolitik 1949–1953 und ihre Bedeutung. Tectum-Verlag, 1. Aufl. 2015, ISBN 978-3828835498.
- Deutschland – Konservative Republik. LIT-Verlag, 1. Aufl. 2022, ISBN 978-3643250285.